# Corona d'espines
|  | Per a altres significats, vegeu «Corona d'espines (desambiguació)». |

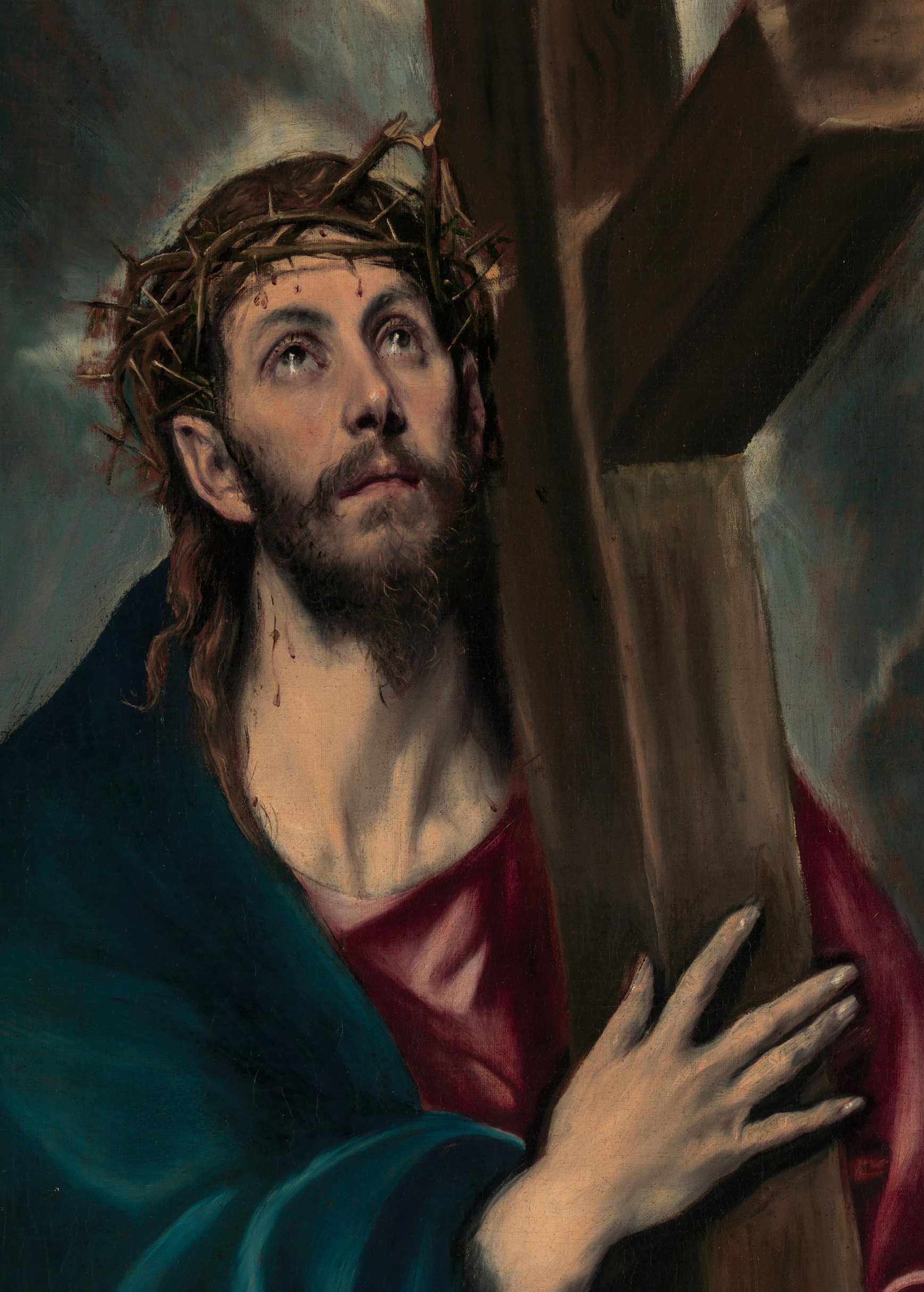
Jesus portant la Creu, retrat de El Greco (1580).

La corona d'espines és un símbol cristià que recorda la Passió de Jesús.

## Història
Els soldats romans van usar-la abans de la crucifixió. Tenia una doble funció: humiliar Jesús (el coronaven com a rei dels jueus, burlant-se'n) i fer-li mal. Apareix als relats dels evangelis de Mateu, Marc i Joan. Ha esdevingut un dels misteris de dolor del rosari (el tercer).
La corona va esdevenir una relíquia molt preuada. Es va fragmentar i van aparèixer espines falses, fins a sumar més de set-centes en l'actualitat, venerades a diverses esglésies. Existeixen testimonis de la seva presència a Jerusalem des del segle v (com les cartes de Paulí de Nola). Segons les versions, es va transferir després a Constantinoble (testimonis del segle xii) o a França (testimonis de Lluís IX de França), potser ja partida (Carlemany parla ja d'espines i no de corona).
Per aparèixer fragmentada es considera cada espina com a relíquia de tercera classe (les de primera són trossos de cos de sant o relíquies de Jesús senceres i les segones instruments propis dels sants). A la Catedral de Barcelona es conserva una suposada espina de la corona.